# في الخدمة السرية لجلالتها
في الخدمة السرية لجلالتها (بالإنجليزية: On Her Majesty's Secret Service)‏ هو فيلم حركة تم إنتاجه في بريطانيا سنة 1969 . وهذا الفيلم من بطولة جورج لازينبي.

## التصوير
بدأ التصوير الرئيسي في كانتون برن ، سويسرا، في 21 أكتوبر 1968 ، حيث تم تصوير مشهد من الأعلى جويا لجيمس بوند. تم تصوير المشاهد في مطعم بيز جلوريا البانورامي، الذي يقع أعلى شيلتهورن بالقرب من قرية مورن.ير هناك تم العثور على الموقع من قبل مدير الإنتاج هوبيرت فروليش بعد ثلاثة أسابيع من البحث عن الموقع المناسب في فرنسا وسويسرا وكان المطعم لا يزال قيد الإنشاء حينها، لكن المنتجين وجدوا أن الموقع مثير للاهتمام وكان عليهم تمويل توفير الكهرباء والمصعد الجوي لجعل التصوير ممكنا وتم تصوير مشاهد مختلفة في جبال الألب، بينما تم تصوير احتفالات عيد الميلاد في جريندل فالد.
انتهى الفيلم السويسري بعرض 56 يومًا وفقًا للجدول الزمني المحدد وفي مارس 1969 ، انتقل الإنتاج إلى إنجلترا، حيث تم استخدام استوديوهات استوديوهات باينوود في لندن للتصوير الداخلي في حين تم استخدام لشبونة لجمع شمل بوند وترايسي، واستخدمت النهاية طريقًا جبليًا في منتزه أرابيدا الوطني في لشبونة بالبرتغال.
أراد هاري سالتزمان أن تكون المشاهد البرتغالية في فرنسا، ولكن بعد البحث هناك أنتهى بهم الأمر في لشبونة ومازال المطعم الذي تم تصوير الفيلم فيه يحمل شعار 007 الشهير والذي يرمز لبطل سلسلة أفلام جيمس بوند.

## الميزانية والإيرادات
بلغت تكلفة إنتاج الفيلم حوالي 7 ملايين دولار بينما حقق أرباحا تقدر بـ 64.6 مليون دولار.

## روابط خارجية
- في الخدمة السرية لجلالتها على موقع IMDb (الإنجليزية)
- في الخدمة السرية لجلالتها على موقع ميتاكريتيك (الإنجليزية)
- في الخدمة السرية لجلالتها على موقع الموسوعة البريطانية (الإنجليزية)
- في الخدمة السرية لجلالتها على موقع روتن توميتوز (الإنجليزية)
- في الخدمة السرية لجلالتها على موقع نتفليكس (الإنجليزية)
- في الخدمة السرية لجلالتها على موقع ألو سيني (الفرنسية)
- في الخدمة السرية لجلالتها على موقع Turner Classic Movies (الإنجليزية)
- في الخدمة السرية لجلالتها على موقع أول موفي (الإنجليزية)
- في الخدمة السرية لجلالتها على موقع بوكس أوفيس موجو (الإنجليزية)
- في الخدمة السرية لجلالتها على موقع فيلمافينيتي (الإسبانية)